# 伊苏瓦尔河
伊苏瓦尔河（法語：Issoire，法語發音：[iswaʁ] ⓘ）是法国新阿基坦大区上维埃纳省与夏朗德省的河流，是维埃纳河的右支流，长45.7千米，发源自布隆，于圣日耳曼德孔福朗流入维埃纳河。